# Edificio BBVA (Albacete)
El edificio BBVA es un inmueble modernista del primer cuarto del siglo XX situado en la ciudad española de Albacete.

## Historia
El edificio, diseñado en 1920, fue obra de los arquitectos Julio Carrilero y Manuel Muñoz por encargo del cliente de lujo Filiberto Cano, primer inquilino del inmueble. Su extremado lujo alcanzaba las habitaciones del edificio, que tenían nombre propio.

## Características
El edificio, de estilo modernista, tiene un aspecto señorial. Su histórica fachada está decorada con pilastras, florones y medallones. El chaflán, con forma de prisma, alberga arcos de diferente tamaño. El edificio posee una torrecilla con una galería de arquillos.
Está situado en la histórica calle Ancha de la capital albaceteña, en la esquina de la calle Tesifonte Gallego con la calle Tinte, en pleno centro de la ciudad. Recibe su nombre por ser la sede central del Banco Bilbao Vizcaya Argentaria (BBVA) en Albacete.